# Coruche, Fajarda e Erra
Coruche, Fajarda e Erra (oficialmente: União das Freguesias de Coruche, Fajarda e Erra) é uma freguesia portuguesa do município de Coruche, com 356,48 km² de área e 10 413 habitantes (censo de 2021). A sua densidade populacional é 29,2 hab./km².

## História
Foi constituída em 2013, no âmbito de uma reforma administrativa nacional, pela agregação das antigas freguesias de Coruche, Fajarda e Erra e tem a sede em Coruche.

## Demografia
A população registada nos censos foi:
| Distribuição da População por Grupos Etários | Distribuição da População por Grupos Etários | Distribuição da População por Grupos Etários | Distribuição da População por Grupos Etários | Distribuição da População por Grupos Etários | Distribuição da População por Grupos Etários |
| -------------------------------------------- | -------------------------------------------- | -------------------------------------------- | -------------------------------------------- | -------------------------------------------- | -------------------------------------------- |
| Antes da agregação                           |                                              |                                              |                                              |                                              |                                              |
| Ano                                          | 0-14 anos                                    | 15-24 anos                                   | 25-64 anos                                   | >= 65 anos                                   | Total                                        |
| 2001                                         | 1575                                         | 1482                                         | 6363                                         | 2823                                         | 12243                                        |
| 2011                                         | 1514                                         | 1091                                         | 5971                                         | 3180                                         | 11756                                        |
| Após a agregação                             |                                              |                                              |                                              |                                              |                                              |
| Ano                                          | 0-14 anos                                    | 15-24 anos                                   | 25-64 anos                                   | >= 65 anos                                   | Total                                        |
| 2021                                         | 1215                                         | 968                                          | 5041                                         | 3189                                         | 10413                                        |